# Brad Patton
Brad Patton (tên khai sinh là Joel Mangs, sinh ngày 7 tháng 8 năm 1972 tại Melbourne, Úc) là một cựu diễn viên khiêu dâm và vận động viên trượt băng nghệ thuật. Brad có một thời gian dài sống tại Thụy Điển trước khi được đạo diễn phim khiêu dâm Chi Chi LaRue phát hiện và tham gia nhiều bộ phim khiêu dâm đồng tính khác nhau. Anh hiện đã rút lui khỏi ngành giải trí khiêu dâm và đang sống cùng với bạn trai tại Amsterdam, Hà Lan.

## Tiểu sử
Brad Patton sinh ra tại thành phố Melbourne, Úc. Cha anh mang hai dòng máu Thụy Điển và Phần Lan còn mẹ anh là người Úc. Cha của Brad sinh ra tại Thụy Điển nhưng sau đó đã đến Úc để trở thành một thợ săn cá sấu. Anh là con thứ hai trong tổng số ba đứa con trai của gia đình.
Brad sống trong một gia đình có truyền thống về thể thao. Cha của anh tham gia cử tạ, trong khi anh trai và em trai của anh tham gia những bộ môn thể thao khác nhau như tập thể hình và thi ba môn phối hợp. Cả mẹ anh cũng từng là một vận động viên chạy nước rút và theo như lời Brad, bà là người truyền cảm hứng cho anh về sự tự tin.
Gia đình đa sắc tộc của Brad chịu ảnh hưởng nhiều của tôn giáo. Cha mẹ anh gặp nhau lần đầu tại một nhà thờ ở Úc. Trong thời niên thiếu, Brad đã thay đổi nhiều nơi sống khác nhau. Năm 7 tuổi, anh rời Úc để sang quê nội Thụy Điển, năm 10 tuổi đến Phần Lan, năm 12 tuổi quay lại Úc để rồi năm 14 tuổi cùng gia đình lại đến Thụy Điển.
Brad cho biết điều này đã giúp định hình nhân cách của anh khi thường xuyên phải bắt đầu lại cuộc sống mới tại nhiều nơi khác nhau.

## Sự nghiệp trượt băng nghệ thuật
Đến năm 15 tuổi, Brad vẫn chỉ là một cậu bé với thể hình thấp bé, cao 1,50m và nặng có 37 kg. Đây là khoảng thời gian anh bắt đầu tham gia trượt băng nghệ thuật tại Thụy Điển với một huấn luyện viên người Nga. Ở tuổi 18, anh đoạt giải trượt băng nghệ thuật thiếu niên Thụy Điển. Môn thể thao này đã góp phần trong việc phát triển hình thể của Brad, đặc biệt kể từ sau khi cậu bước vào tuổi dậy thì năm 17 tuổi với sự tăng trưởng mạnh về chiều cao.
Một chấn thương đầu gối đã khiến Brad phải từ bỏ ước mơ trở thành một vận động viên thi đấu trượt băng nghệ thuật. Năm 22 tuổi, Brad ở lại Thụy Điển (mà anh mô tả "đã trở thành quê hương của mình") trong khi gia đình anh lại sang Úc lần nữa và anh nhận được hợp đồng làm việc cho hãng Disney on Ice của Mỹ trong sáu năm. Trong thời gian đó, anh đã làm việc tại nhiều nước khác nhau, trong đó có México và Nhật Bản.
Năm 29 tuổi, anh kết thúc làm việc với Disney on Ice. Sau đó, Brad từng làm thầy giáo trượt băng tại Úc. Anh đoạt hai huy chương vàng tại Gays Games VI diễn tại Sydney năm 2002 và hai huy chương bạc tại World Outgames 2006 tại Montreal.
Năm 2007, Brad Patton (lúc này lấy tên thật là Joel Mangs) đoạt vị trí thứ sáu cùng người dẫn chương trình truyền hình Mariëlle Bastiaansen tại cuộc thi Dancing On Air (phiên bản Hà Lan).

## Trở thành diễn viên khiêu dâm
Sau khi trở lại nước Úc, anh liên hệ với Joe Foster, một cựu nam diễn viên khiêu dâm của Úc và Joe đã giới thiệu anh với hãng Falcon. Đạo diễn Chi Chi LaRue đã biên đạo cho anh những cảnh quay khiêu dâm đầu tiên. Một thời gian sau, anh chuyển đến Hà Lan trong khi trở thành một trong những diễn viên nổi bật nhất của hãng Falcon.

### Những phim đã tham gia
- Hot Wired 2: Turned On (2003)
- Drenched Part I: Soaking It In (2003)
- The Taking Flight Set (2004)
- The Recruits (2004)
- Man Made (2005)
- Heaven To Hell (2005)
- Cross Country Part 1 (2005)
- Trunks 2 (2006)
- Casting Couch (2007)

### Đặc điểm diễn xuất
Có nhiều đặc điểm khiến cho Brad Patton trở thành một trong những nam diễn viên giành được nhiều thành công lớn. Thứ nhất, về ngoại hình, Brad sở hữu trong mình ba dòng máu Thụy Điển, Phần Lan và Australia với mái tóc màu vàng nâu và một khuôn mặt nam tính nhưng lại có vẻ ngây thơ, dễ thương, khá trẻ con và trông trẻ hơn nhiều so với tuổi thật của mình. Đây là điều đáng chú ý vì lúc Brad bắt đầu đóng phim anh đã 30 tuổi, già hơn nhiều so với đa phần các diễn viên khiêu dâm khác. Thứ hai, Brad sở hữu một hình thể săn chắc với vòng ngực, vòng mông phát triển và hiện rõ các cơ bụng. Điều này có được do anh là một vận động viên trượt băng nghệ thuật chuyên nghiệp. Dương vật của Brad có kích thước lớn song đồng thời cũng dày, chắc khỏe và hơi cong lên phía trên. Trong các vai của mình, anh thường đóng vai top (người đưa dương vật vào hậu môn người khác).
Brad Patton đã nhanh chóng trở thành một trong những ngôi sao nổi bật nhất của hãng Falcon khi anh đều có mặt trong những siêu phẩm lớn của hãng này bên cạnh những cái tên như Matthew Rush, Erik Rhodes... Trong phim The Recruits, Brad đóng vai một binh nhì mới gia nhập quân đội và phải thực hiện bài tập về chạy trốn quân địch. Cậu nhanh chóng bị Matthew Rush và Joe Sports bắt lại và nhốt vào ngục, tuy nhiên dù là một tù nhân, vai của Brad là vai top. Một cảnh top nữa trong cùng phim này là của Brad với vị chỉ huy cấp cao. Trong phim Heaven to Hell, một bộ phim quy tụ toàn bộ các ngôi sao chính của Falcon, Brad đóng vai một thiên thần nhưng bị quỷ bắt giam và cám dỗ. Trong phim này, Brad lại đóng vai bottom (người nhận dương vật ở hậu môn).

### Kết thúc sự nghiệp
Brad nói trên website của mình: "Tôi đã có nhiều sự thay đổi trong cuộc sống gần đây đã dẫn tới đến quyết định rút lui khỏi ngành sản xuất phim khiêu dâm. Tôi biết đây không phải là một quyết định dễ dàng và tôi xin cảm ơn tất cả những fan trung thành đã ủng hộ tôi."
Kể từ sau đó, Brad sống cuộc sống bình thường tại Amsterdam, Hà Lan. Anh giữ mối quan hệ với cựu nam diễn viên khiêu dâm Brian Hansen.